# Al-Kajsuma (Syria)
Al-Kajsuma (arab. الكيصومة) – wieś w Syrii, w muhafazie Aleppo. W 2004 roku liczyła 2456 mieszkańców.